# Betazerfall
Betazerfall oder β-Zerfall, auch Betaübergang, ist ein radioaktiver Vorgang. Beim β−-Zerfall (gesprochen: Beta-Minus) wandelt sich ein Neutron in einem Atomkern (oder ein freies Neutron) in ein Proton um, wobei ein Elektron und ein Antineutrino ausgesandt werden. Beim β+-Zerfall wandelt sich ein Proton in ein Neutron um, unter Aussendung eines Positrons und eines Neutrinos. Die dabei entstehenden Elektronen und Positronen haben hohe Energien (in der Größenordnung 105 … 106 eV) und werden Betateilchen genannt.
Betazerfall erfolgt aufgrund der schwachen Wechselwirkung. Beschrieben auf Quark-Niveau ist Betazerfall die Umwandlung eines Down-Quarks in ein Up-Quark bzw. umgekehrt.
Der Name stammt von der ersten Einteilung der ionisierenden Strahlen aus radioaktiven Prozessen in Alphastrahlen, Betastrahlen und Gammastrahlen, die in dieser Reihenfolge steigende Durchdringungsfähigkeit von Materie zeigen. Das Wort „Zerfall“ entsprach der damaligen Annahme, die Elektronen seien Bestandteile des Mutterkerns.

## Betazerfall von Atomkernen

### Voraussetzungen

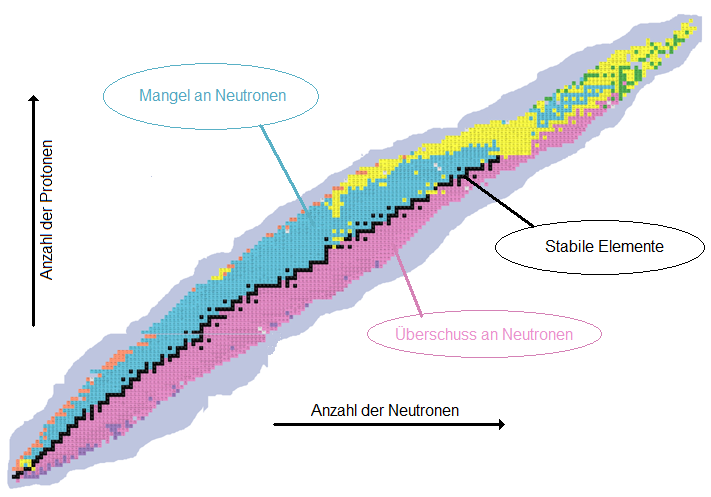
Nuklidkarte mit radioaktiven Zerfallsarten: stabile Kerne sind schwarz dargestellt; oberhalb befinden sich Kerne mit Protonenüberschuss, unterhalb Kerne mit Neutronenüberschuss, die sich durch β^{+}-Zerfall oder Elektroneneinfang (blau) bzw. β^{−}-Zerfall (rot) umwandeln. Bei sehr schweren Kernen tritt Alpha-Zerfall (gelb) auf.

Damit ein Atomkern stabil oder langlebig ist, müssen die Zahl der positiv geladenen Protonen {\displaystyle Z} und die Zahl der elektrisch neutralen Neutronen {\displaystyle N} in einem ausgewogenen Verhältnis stehen. Für leichtere Kerne bis Massenzahlen von ca. 40 ist das optimale Verhältnis {\displaystyle N/Z\approx 1}. Bei schwereren Kernen ist aufgrund der elektrostatischen Abstoßung der Protonen ein Überschuss an Neutronen erforderlich; beim schwersten stabilen Kern, dem Blei-208, ist das Verhältnis {\displaystyle N/Z=126:82}. Wenn dieses Verhältnis nicht optimal ist, ist es energetisch günstig, dass sich durch Betazerfall ein Neutron in ein Proton umwandelt oder umgekehrt.
Die Umwandlung eines Neutrons in ein Proton nennt man β−-Zerfall. Bei diesem Prozess entsteht ein negativ geladenes Elektron (sonst wäre das Gesetz der Ladungserhaltung verletzt) und entsprechend der Leptonenzahlerhaltung zusätzlich ein Elektron-Antineutrino. Beim β+-Zerfall wandelt sich ein Proton in ein Neutron um und es entstehen ein Positron und ein Elektron-Neutrino. Bei beiden Zerfallsvorgängen wandelt sich der Kern in einen Atomkern mit derselben Massenzahl, aber um Eins geänderter Ordnungszahl um. Der entstehende Kern (Tochterkern) ist nahezu gleich schwer wie der Mutterkern, denn Proton und Neutron haben ähnliche Massen und auch der Massendefekt beider Kerne ist ähnlich. Der Tochterkern gehört aber zu einem anderen chemischen Element. Solche Atomkerne nennt man Isobare.
Ein Betazerfall ist möglich, wenn die Atommasse des Mutternuklids größer ist als die Summe aus der Atommasse des Tochternuklids und der Masse des Betateilchens, da dann die Differenz der Massen aufgrund der Äquivalenz von Masse und Energie als kinetische Energie der Teilchen freigesetzt werden kann. Wenn die Isobare in beide Richtungen des Periodensystems leichter sind, dann kann der Atomkern sowohl durch β− als auch β+ zerfallen. Dies tritt zum Beispiel bei Kalium-40 auf, das sowohl zu Calcium-40 als auch zu Argon-40 zerfallen kann. Wegen der Erhaltung von Energie und Impuls (siehe Kinematik (Teilchenprozesse)) erhalten das leichte Betateilchen und das fast masselose (Anti-)Neutrino den weitaus größten Teil der Energie. Beim schweren Tochterkern verbleibt nur ein sehr kleiner Anteil von einigen eV.
Bei leichten und mittelschweren Kernen ist der Betazerfall die einzige Art von Radioaktivität; bei sehr schweren Kernen ist auch eine Kernumwandlung durch Alphazerfall möglich. Beim Alphazerfall und vor allem bei der Kernspaltung entstehen leichtere Kerne, bei denen das optimale Verhältnis {\displaystyle N/Z} kleiner ist. Daher ist bei natürlichen Zerfallsreihen und bei Kernspaltung der  β−-Zerfall vorherrschend.

### Beta-Minus-Zerfall (β−)
Nuklide mit einem Überschuss an Neutronen zerfallen über den β−-Prozess. Ein Neutron des Kerns wandelt sich in ein Proton um und sendet dabei ein Elektron ({\displaystyle \mathrm {e} ^{-}}) sowie ein Elektron-Antineutrino ({\displaystyle {\overline {\nu }}_{e}}) aus. Elektron und Antineutrino verlassen den Atomkern, da sie Leptonen sind und nicht der starken Wechselwirkung unterliegen. Da sich nach dem Zerfallsprozess ein Neutron weniger, aber ein Proton mehr im Kern befindet, bleibt die Massenzahl {\displaystyle A} unverändert, während sich die Kernladungszahl {\displaystyle Z} um 1 erhöht. Das Element geht also in seinen Nachfolger im Periodensystem über.
Schreibt man wie üblich Massenzahlen {\displaystyle A} oben und Kernladungszahlen {\displaystyle Z} unten an die Symbole, kann demnach der Zerfall des Neutrons durch folgende Reaktionsgleichung beschrieben werden:
{\displaystyle {}_{0}^{1}\mathrm {n} \to {}_{1}^{1}\mathrm {p} +\mathrm {e} ^{-}+{\overline {\nu }}_{e}}
Bezeichnet X das Mutter- und Y das Tochternuklid, so gilt für den β−-Zerfall allgemein:
{\displaystyle {}_{Z}^{A}\mathrm {X} \to {}_{Z+1}^{A}\mathrm {Y} +\mathrm {e} ^{-}\mathrm {+} {\overline {\nu }}_{e}}
Ein typischer β−-Strahler ist 198Au. Hier lautet die Reaktionsgleichung:
{\displaystyle {}_{\ 79}^{198}\mathrm {Au} \to {}_{\ 80}^{198}\mathrm {Hg} +\mathrm {e} ^{-}+{\overline {\nu }}_{e}}
Die meist hohe Energie des erzeugten Elektrons verhindert einen sofortigen Einfang in einen der hoch liegenden freien Zustände desselben Atoms. Besonders bei hochgeladenen schweren Ionen kann jedoch direkt ein Übergang in einen solchen gebundenen Zustand stattfinden, dieser Prozess wird gebundener Betazerfall genannt.
Die Umwandlungs- bzw. Zerfallsenergie ist:
{\displaystyle E_{0}=(m(Z,A)-m(Z+1,A))\cdot c^{2}}
In der Literatur zur Betazerfallsspektroskopie wurde dieser Zerfall früher auch Negatronenzerfall genannt („Negatron“ für Elektron).

### Beta-Plus-Zerfall (β+)
Der β+-Zerfall tritt bei protonenreichen Nukliden auf. Hierbei wird ein Proton des Kerns in ein Neutron umgewandelt. Dabei wird zusammen mit einem Positron (Positronenstrahlung) ein Elektron-Neutrino ausgesendet. Wie beim β−-Zerfall bleibt die Massenzahl unverändert, jedoch verringert sich die Kernladungszahl um 1, das Element geht also in seinen Vorgänger im Periodensystem über.
Die Umwandlung des Protons in ein Neutron lässt sich darstellen als:
{\displaystyle {}_{1}^{1}\mathrm {p} \to {}_{0}^{1}\mathrm {n} +\mathrm {e} ^{+}+\nu _{e}}
Mit den gleichen Bezeichnungen wie oben lässt sich der allgemeine β+-Zerfall beschreiben als:
{\displaystyle {}_{Z}^{A}\mathrm {X} \to {}_{Z-1}^{A}\mathrm {Y} +\mathrm {e} ^{+}+\nu _{e}}
Der Beta-Plus-Zerfall kann nur auftreten, wenn die Umwandlungsenergie des Übergangs {\displaystyle {}_{Z}^{A}\mathrm {X} \to {}_{Z-1}^{A}\mathrm {Y} } mindestens 1022 keV beträgt. Dies ist die doppelte Ruheenergie eines Elektrons oder Positrons, denn das Positron muss erzeugt werden, und außerdem ist die Umwandlungsenergie als Massendifferenz zwischen Ausgangsatom (Ordnungszahl Z) und Endatom (Ordnungszahl Z-1) definiert, die jeweils als neutral angenommen werden; das Endatom hat ein Elektron weniger als das Ausgangsatom. Die Umwandlungs- bzw. Zerfallsenergie ist:
{\displaystyle E_{0}=(m(Z,A)-m(Z-1,A)-2m_{\mathrm {e} })\cdot c^{2}}
mit {\displaystyle m_{\mathrm {e} }} der Elektronenmasse.
Das am häufigsten vorkommende primordiale Nuklid, bei dem (unter anderem) β+-Zerfall auftritt, ist Kalium-40 (40K), allerdings ist der Zerfall sehr selten. Die Zerfallsgleichung ist:
{\displaystyle {}_{19}^{40}\mathrm {K} \to {}_{18}^{40}\mathrm {Ar} +\mathrm {e} ^{+}+\nu _{e}}

### Elektroneneinfang (ε)
Ein Konkurrenzprozess zum β+-Zerfall ist der Elektroneneinfang (auch ε-(Epsilon)Zerfall oder K-Einfang genannt). Er wird zu den Betazerfällen gezählt, obwohl keine Betastrahlung entsteht. Auch hier wandelt sich ein Proton des Kerns in ein Neutron um, während ein Elektron aus einer kernnahen Schale der Atomhülle vernichtet und ein Neutrino erzeugt und emittiert wird:
{\displaystyle {}_{Z}^{A}\mathrm {X} +\mathrm {e} ^{-}\to {}_{Z-1}^{A}\mathrm {Y} \mathrm {+} \nu _{e}}
Die in der Atomhülle entstehende „Lücke“ führt zur Emission eines charakteristischen Röntgenphotons oder zur Emission von Auger-Elektronen.
Elektroneneinfang tritt bei jedem β+-Strahler als weiterer Zerfallskanal auf. Alleiniger Zerfallskanal ist er dann, wenn die Umwandlungsenergie des Übergangs {\displaystyle {}_{Z}^{A}\mathrm {X} \to {}_{Z-1}^{A}\mathrm {Y} } kleiner als 1022 keV ist. Der Elektroneneinfang erfordert keine Mindestenergie, es muss nur die Ruheenergie des Radionuklidatoms größer als die des Tochteratoms sein.
Auch der Elektroneneinfang beweist, dass Hüllenelektronen und Beta-Elektronen dieselbe Teilchenart sind.
Der Name K-Einfang kommt daher, dass meist ein Elektron aus der innersten Schale der Atomhülle, der K-Schale eingefangen wird.

### Auswahlregeln
Beim Betazerfall von Atomkernen darf man Neutron und Proton nicht isoliert betrachten, sondern muss die Eigenschaften den gesamten Kerns vor und nach der Umwandlung des Nukleons berücksichtigen. Zum einen haben die Kerne unterschiedliche Bindungsenergien, es wird also je nach beteiligten Kernen weniger oder mehr Energie frei. Der β+-Zerfall ist ja überhaupt nur dann möglich, wenn der Tochterkern stärker gebunden ist; ein freies Proton kann nicht zerfallen. Des Weiteren spielt die Drehimpuls- und Paritätserhaltung eine wesentliche Rolle.

#### Fermi- und Gamow-Teller-Übergänge
Die emittierten Teilchen (Elektron und Antineutrino bzw. Positron und Neutrino) tragen den Spin s = ½. Der Gesamtspin S beider Teilchen ist somit entweder 0 (Fermi-Übergang) oder 1 (Gamow-Teller-Übergang).
Aufgrund der Drehimpulserhaltung gelten für die Änderung des Kernspins (Gesamtdrehimpuls des Kerns) I:
- bei einem Fermi-Übergang: {\displaystyle \Delta I=0\,},
- bei einem Gamow-Teller-Übergang: {\displaystyle \Delta I=0,\pm 1}, aber nicht {\displaystyle 0\to 0\,}.

In beiden Fällen muss außerdem die Parität erhalten bleiben.
In der quantenmechanischen Rechnung lauten die Terme im Hamiltonoperator
- {\displaystyle G_{V}{\hat {1}}{\hat {\tau }}}  (beim Fermi-Übergang)
- {\displaystyle G_{A}{\hat {\sigma }}{\hat {\tau }}} beim Gamow-Teller-Übergang.

Dabei sind {\displaystyle {\hat {\sigma }}} die Pauli-Matrizen des Spinoperators und {\displaystyle {\hat {\tau }}} des Isospinoperators (er bewirkt den Übergang von Proton zu Neutron und umgekehrt) und {\displaystyle {\hat {1}}} ist der Einheitsoperator im Spinraum. {\displaystyle G_{V}} ist die Vektorkopplungskonstante der schwachen Wechselwirkung (auch Fermi-Kopplungskonstante), {\displaystyle G_{A}} die Axialvektorkopplungskonstante (auch Gamow-Teller-Kopplungskonstante). Die Fermi-Zerfälle wurden in den 1930er Jahren durch eine effektive Theorie der schwachen Wechselwirkung von Enrico Fermi beschrieben, einige Jahre später ergänzten George Gamow und Edward Teller einen Axialvektor-Term.
Dass auch bei Gamow-Teller-Übergängen die Parität erhalten bleibt, unterscheidet sie von ihren Analoga bei elektromagnetischen Dipolübergängen. Der Operator ist dort ein polarer Vektor und kein axialer.

#### Unterdrückte Übergänge
Zerfälle, die gegen die oben genannten Auswahlregeln verstoßen, sind möglich, wenn die emittierten Teilchen zusätzlich Bahndrehimpuls {\displaystyle \ell >0} tragen. Wenn {\displaystyle \ell } ungerade ist, wechselt die Parität zwischen Ausgangs- und Endzustand; bei geradem {\displaystyle \ell } bleibt sie gleich. So ist zum Beispiel der Übergang von 115In (JP=9/2+) nach 115Sn (JP=1/2+) möglich, wenn der Bahndrehimpuls {\displaystyle \ell =4} beträgt. Ein Gamow-Teller-Übergang mit {\displaystyle \ell =3} ist nicht hinreichend, weil sich dann die Parität ändern müsste.
Solche Zerfälle sind aber deutlich unwahrscheinlicher, wie man sich wie folgt plausibel machen kann: Der Bahndrehimpuls ist nach klassischer Rechnung das Produkt aus radialem Abstand und Impuls {\displaystyle {\vec {L}}={\vec {r}}\times {\vec {p}}}. Die Impulse sind von der Größenordnung {\displaystyle E/c}, wobei die Energie {\displaystyle E} im Bereich von MeV liegt. Wegen {\displaystyle \hbar c\approx 200\;\mathrm {MeV\cdot fm} } ist der betreffende radiale Abstand also von der Größenordnung {\displaystyle 10^{2}\;\mathrm {fm} } – weit größer als der Kernradius, was die Überlappung der Wellenfunktion von Mutter- und Tochternukleon reduziert. Für jede Einheit von {\displaystyle \ell } ist der Zerfall um einen Faktor {\displaystyle 10^{-4}\ldots 10^{-3}} unterdrückt. Man bezeichnet Zerfälle mit {\displaystyle \ell =1,2,3\ldots } als 1-fach, 2-fach, 3-fach… „behindert“ oder „verboten“. Der im Beispiel aufgeführte vierfach verbotene Betazerfall von 115In hat deshalb mit 4.41e14 Jahren eine extrem hohe Halbwertszeit.

#### Übererlaubte Übergänge
Wenn Ausgangs- und Endkern die gleiche Schalenstruktur haben, also wenn im Einteilchenbild das umgewandelte Nukleon sich vorher und nachher in derselben Schale befindet, ist der Überlapp der Wellenfunktionen von Ausgangs- und Endkern besonders groß. Solche Zerfälle haben eine besonders große Wahrscheinlichkeit, sie heißen „übererlaubte“ (super allowed) Zerfälle.

### Energiespektrum
Die Energieverteilung von Beta-Strahlung (Beta-Spektrum) ist im Gegensatz zu Alpha-Strahlung kontinuierlich, da sich die beim Zerfall frei werdende Energie nicht auf zwei, sondern auf drei Teilchen – Atomkern, Elektron/Positron sowie Antineutrino/Neutrino – verteilt. Unter Erhaltung des Gesamtimpulses sind dadurch die Energien der einzelnen Teilchen nicht festgelegt (siehe Kinematik (Teilchenprozesse)).

## Doppelter Betazerfall
In einigen Fällen besteht folgende Situation: Zu einem Atomkern {\displaystyle {}_{Z}^{A}\mathrm {X} } gibt einen isobaren, stabileren Kern {\displaystyle {}_{Z\pm 2}^{\ \;A}\mathrm {Y} }, dessen Ordnungszahl sich um ±2 unterscheidet. Aber es ist keine Umwandlung durch zwei aufeinanderfolgende Betazerfälle möglich, weil der dazwischen liegende Kern {\displaystyle {}_{Z\pm 1}^{\ \;A}\mathrm {Y} '} eine höhere Energie hat. In diesem Fall müssen sich zwei Nukleonen gleichzeitig umwandeln. Solche doppelte Betazerfälle sind extrem unwahrscheinlich und wurden nur für einige wenige Nuklide nachgewiesen.

## Zerfall des freien Neutrons
Auch ein freies Neutron unterliegt dem Beta-Minus-Zerfall. Dabei wandelt es sich in ein Proton, ein Elektron-Antineutrino und ein Elektron um, das als Betastrahlung nachgewiesen werden kann:
{\displaystyle {\hbox{n}}\to {\hbox{p}}+{\hbox{e}}^{-}+{\overline {\nu }}_{\mathrm {e} }}
Die Lebensdauer für diesen Zerfall beträgt 880,3 ± 1,1 Sekunden, das sind knapp 15 Minuten. Dies entspricht einer Halbwertszeit von rund 10 Minuten. In normaler Umgebung auf der Erde (z. B. in Luft) wird jedes frei werdende Neutron in viel kürzerer Zeit durch einen Atomkern eingefangen; deshalb spielt dieser Zerfall hier keine praktische Rolle.

## Inverser Betazerfall
Beim inversen Betazerfall (IBD, inverse beta decay) wird ein Proton durch Reaktion mit einem Neutrino in ein Neutron umgewandelt:
{\displaystyle \mathrm {p} +{\overline {\nu }}_{e}\to \mathrm {n} +\mathrm {e} ^{+}}
Mit diesem Prozess gelang 1956 der erste Neutrinonachweis (Cowan-Reines-Neutrinoexperiment). Er wird auch in späteren Neutrinodetektoren (insbesondere bei Experimenten mit Neutrinos niedriger Energie wie bei Experimenten mit Reaktor- und Geoneutrinos, zu Neutrinooszillationen und für die Suche nach sterilen Neutrinos) beobachtet. Für diesen Prozess ist eine Energiezufuhr von mindestens 1,806 MeV nötig, entsprechend dem Unterschied vorher/nachher bei den Massen der jeweiligen zwei Teilchen. Das Positron wird in typischen Neutrinoexperimenten im umgebenden Detektormaterial abgebremst und annihiliert mit einem Elektron, was zu einem Detektorsignal mit Energie {\displaystyle E_{\gamma }=2\cdot 511~\mathrm {keV} +E_{{\overline {\nu }}_{\mathrm {e} }}-1806~\mathrm {keV} =E_{{\overline {\nu }}_{\mathrm {e} }}-784~\mathrm {keV} } führt; das Neutron wird nach einer kurzen Zeit der Moderation (z. B. in Wasser) durch einen geeigneten Atomkern (wie Cadmium-113) eingefangen und erzeugt dabei eine Gammastrahlung charakteristischer Energie (um 8 MeV).
Als inverser Betazerfall wird aber auch der dem Elektroneneinfang entsprechende Reaktionsprozess bezeichnet:
{\displaystyle \mathrm {p} +\mathrm {e} ^{-}\to \mathrm {n} +\nu _{\mathrm {e} }}
Er spielt eine Rolle in der Astrophysik bei Materie hoher Dichte (Neutronensterne, weiße Zwerge).

## Beta-Zerfall als Prozess der schwachen Wechselwirkung

Feynmandiagramm für den Zerfall eines Neutrons n in Proton p, Elektron e^{−} und Elektron-Antineutrino vermittelt über ein W-Boson W^{−}.

Der Beta-Zerfall erfolgt über die schwache Wechselwirkung, eine der vier Grundkräfte der Natur, die sich fundamental von den Kernkräften unterscheidet. Beim β−-Zerfall wandelt sich auf der Ebene der Elementarteilchen eines der beiden d-Quarks des Neutrons (Quarkzusammensetzung: ddu), vermittelt durch ein virtuelles W−-Boson, in ein u-Quark um, wodurch aus dem Neutron ein Proton (duu) wird. Dabei entstehen ein Elektron und ein Antineutrino. Beim β+-Zerfall wird umgekehrt eines der u-Quarks eines Protons mittels eines W+-Bosons in ein d-Quark umgewandelt.

## Forschungsgeschichte
Ernest Rutherford und Frederick Soddy entwickelten 1903 eine Hypothese, nach der die bereits 1896 von Antoine Henri Becquerel entdeckte Radioaktivität mit der Umwandlung von Elementen verknüpft ist. Der Betazerfall wurde demnach als Quelle der Betastrahlung ausgemacht. Davon ausgehend formulierten 1913 Kasimir Fajans und Soddy die sogenannten radioaktiven Verschiebungssätze, mit denen die natürlichen Zerfallsreihen durch aufeinanderfolgende Alpha- und Betazerfälle erklärt werden. Die Vorstellung, dass die Betaelektronen selbst wie die Alphateilchen aus dem Kern stammten, verfestigte sich 1913 im Kreis von Ernest Rutherford.
In der Anfangszeit galt lange als allgemeiner Konsens, dass Beta-Teilchen wie Alphateilchen ein für jedes radioaktive Element charakteristisches diskretes Spektrum haben. Experimente von Lise Meitner, Otto Hahn und Otto von Baeyer mit Photoplatten als Detektoren, die 1911 und den Folgejahren veröffentlicht wurden, sowie verbesserte Experimente von Jean Danysz in Paris 1913 zeigten aber ein komplexeres Spektrum mit einigen Anomalien (besonders bei 210Bi, damals „Radium E“ genannt), die auf ein kontinuierliches Spektrum der Beta-Teilchen hinwiesen. Meitner hielt dies wie die meisten ihrer Kollegen zunächst für einen sekundären Effekt, also kein Kennzeichen der ursprünglich emittierten Elektronen. Erst die Experimente von James Chadwick im Labor von Hans Geiger in Berlin 1914 mit einem magnetischen Spektrometer und Zählrohren als Detektoren zeigten, dass das kontinuierliche Spektrum ein Kennzeichen der Betaelektronen selbst war.
Um diese scheinbare Nichterhaltung der Energie (und eine ebenfalls auftretende Verletzung von Impuls- und Drehimpulserhaltung) zu erklären, schlug Wolfgang Pauli 1930 in einem Brief die Beteiligung eines neutralen, extrem leichten Elementarteilchens am Zerfallsprozess vor, welches er „Neutron“ taufte. Enrico Fermi änderte diese Bezeichnung 1931 in Neutrino (italienisch für „kleines Neutrales“), zur Unterscheidung von dem nahezu zeitgleich entdeckten wesentlich schwereren Neutron. 1933 publizierte Fermi die theoretische Beschreibung des Betazerfalls als Vier-Teilchen-Wechselwirkung (Fermi-Wechselwirkung). Der erste experimentelle Nachweis des Neutrinos gelang erst 1956 an einem der ersten großen Kernreaktoren (siehe Cowan-Reines-Neutrinoexperiment).
Die Identität der Beta-Teilchen mit atomaren Elektronen wurde 1948 von Maurice Goldhaber und Gertrude Scharff-Goldhaber nachgewiesen. Der β+-Zerfall wurde 1934 von Irène und Frédéric Joliot-Curie entdeckt. Der Elektroneneinfang wurde 1935 von Hideki Yukawa theoretisch vorhergesagt und 1937 erstmals von Luis Walter Alvarez experimentell nachgewiesen.
Im Jahre 1956 gelang es mit einem von Chien-Shiung Wu durchgeführten Experiment, die kurz zuvor von Tsung-Dao Lee und Chen Ning Yang postulierte Paritätsverletzung beim Betazerfall nachzuweisen.